# 吉米·金
吉米·哈尔·金（英語：Jimmy Hal King，1973年8月9日—），美国NBA联盟职业篮球运动员。他在1995年的NBA选秀中第2轮第6顺位被多伦多猛龙选中。
著名事蹟為於密西根大學時期，與克里斯·韋伯、賈倫·羅斯、朱萬·霍華德和雷·傑克森一起并称为“密歇根五虎”。這五位大一生一起打入了NCAA的總決賽。吉米·金在密西根大學總共打了四年，1995年大四時場均能得到15分。
吉米·金曾在歐洲和CBA打過幾個賽季。